# Украинка (Большечерниговский район)
Украинка — село в Большечерниговском районе Самарской области. Административный центр сельского поселения Украинка.

## География
Расположено на юге области на левом берегу Большого Иргиза в месте впадения реки Росташи, в 13 км к северо-востоку от Большой Черниговки и в 130 км к юго-востоку от Самары.
На правом берегу Бол. Иргиза напротив села находится деревня Имелеевка. В селе имеется мост через Большой Иргиз, по нему проходит автодорога Бол. Черниговка — Краснооктябрьский. По южной окраине села проходит ж.-д. линия Пугачёв — Красногвардеец (ближайший остановочный пункт находится в 2 км к востоку от села).

## История
Село основано в 1848 году выходцами из Калужской губернии.

## Население
| 2010 | 2011 | 2012 | 2013 | 2014 | 2015 | 2016 |
| ---- | ---- | ---- | ---- | ---- | ---- | ---- |
| 780  | ↗784 | ↘777 | ↗863 | ↗864 | ↗881 | ↘880 |

Проживают русские, башкиры.